# Démographie du Brunei
Cet article présente diverses informations sur la démographie de Brunei, un État de l'Asie du Sud-Est.

## Recensement de 2011
Selon le recensement de 2011, la population du Brunei est de 393 162 habitants, contre 332 844 habitants en 2001. En 2012, cette population était composée de manière estimée à 25 % de moins de 15 ans, à 71,3% de personnes entre 15 et 65 ans et à 3,7 % de personnes de 65 ans ou plus. La densité de population est à cette date de 71,7 hab./km2. Le pays connait une espérance de vie de 76,6 ans en 2013. Le taux de croissance de la population de 1,6 % en 2012, avec un taux de natalité de 17,7 ‰, un taux de mortalité de 3,3 ‰, un taux de mortalité infantile de 11,1 ‰, un taux de fécondité de 1,99 enfant/femme et un taux de migration de 2,51 ‰.
Selon la CIA, en 2023, la population est estimée à 484 991 habitants.